# Bristol Britannia
Vous lisez un « bon article » labellisé en 2022.
Dimensions
Le Bristol Britannia ou Bristol 175 est un avion de ligne de fabrication britannique, conçu à l'origine pour les vols long-courriers et plus spécifiquement pour la desserte de l'Empire britannique. Il est particulièrement moderne au moment de son premier vol en 1952, étant parmi les premiers appareils de transport civil de passagers dotés de turbopropulseurs, offrant 48 sièges dans ses premières configurations. Néanmoins, il ne peut entrer en service commercial qu'en 1957, sept mois seulement avant le Boeing 707 à réaction et apparaît ainsi très rapidement comme un avion obsolète, du moins en ce qui concerne les lignes régulières de passagers. À cela s'ajoutent des difficultés techniques concernant le dégivrage du conduit d'admission d'air des moteurs.
Pour ces raisons le Britannia est un échec commercial et seulement 85 exemplaires sont produits au total. Son principal utilisateur est la BOAC, ancêtre de British Airways, pour laquelle il a été conçu. Le Britannia a connu un peu plus de succès comme avion-cargo. Il a été utilisé dans ce rôle par la Royal Air Force et par des opérateurs civils. 
Au Canada, Canadair, ayant acquis la licence de production de l'avion, en a fabriqué deux dérivés : le Canadair CL-28 de patrouille maritime et le Canadair CL-44, un avion-cargo. Ce dernier, doté d'une capacité innovante de chargement par la queue et de moteurs moins problématiques que ceux du Britannia, rencontre un petit succès. Le Short Belfast, avion de transport militaire, peut aussi être considéré comme un dérivé du Britannia.
La production du Britannia prend fin dès 1960, année où Bristol, sous l'impulsion du gouvernement, fusionne avec d'autres avionneurs du pays pour former la British Aircraft Corporation. Le Britannia fait partie d'une série d'avions de ligne produits sans succès commercial par le Royaume-Uni dans les années 1950 et 1960, échecs ayant conduit au déclassement du pays comme grande puissance de l'industrie aéronautique.

## Origines

### Bristol Aeroplane Company
George White, qui avait fait fortune dans la construction de tramways électriques, fonde en 1910, avec ses propres capitaux et ceux de sa famille la British and Colonial Aeroplane Company qui deviendra en 1920 la Bristol Aeroplane Company. À la différence de nombreuses entreprises lancées à l'époque dans le domaine de l'aviation par des passionnés, cette compagnie dispose de capitaux considérables et est gérée par des personnes ayant une réelle expérience des affaires et de l'industrie. Quelques mois plus tard, l'entreprise produit son premier avion, le Bristol Boxkite dérivé du Farman III français. Son usine en banlieue nord de Bristol est installée dans un dépôt inutilisé du réseau de tramway. 
Bristol produit de nombreux avions pour les besoins militaires britanniques et sa célébrité culmine pendant la Seconde Guerre mondiale quand l'entreprise produit les Beaufighter (chasseur lourd multirôle), les Beaufort (bombardier-torpilleur) et les Blenheim (bombardier léger). De 1910 à 1960, date à laquelle elle est fusionnée avec d'autres avionneurs britanniques pour former la British Aircraft Corporation, Bristol a produit un total de 15 570 avions, les appareils militaires de la seconde guerre mondiale représentant l'essentiel de ce chiffre.

### Comité Brabazon
Durant la Seconde Guerre mondiale, l'industrie aéronautique britannique concentre toute sa capacité de production sur les chasseurs et les bombardiers. La production d'avions de ligne est totalement arrêtée. Les Britanniques ne produisent pas non plus d'avions de transports de troupe utilisant ceux produits aux États-Unis, via le dispositif prêt-bail. Le gouvernement s'inquiète des implications de cette situation pour l'industrie du pays après la guerre : lorsque le trafic civil reprendra, les constructeurs américains, Douglas en tête, pourront facilement convertir leurs modèles de transport de troupes en avions de ligne, tandis que les avionneurs du Royaume-Uni risquent de n'avoir aucun modèle à proposer. Ainsi, en 1942 est créé un comité placé sous la présidence de John Moore-Brabazon avec pour mission de définir les types d'avions que l'industrie britannique doit être capable de proposer après-guerre.
L'un des types définis, le « type III » se présente comme devant être un long-courrier quadrimoteur destiné principalement aux lignes ultramarines reliant la Grande-Bretagne avec son empire colonial encore étendu sur la plupart des continents. Ce projet préfigure ce qui deviendra, après un développement assez complexe et de profondes modifications, le Britannia.

### Besoins de la BOAC
Début 1946, la BOAC, compagnie aérienne nationale Britannique, exprime le besoin d'un avion de ligne long-courrier quadrimoteur « Medium range, Empire » destiné à desservir les colonies en Afrique et en Extrême-Orient avec des étapes de 4 000 km. Cette requête, qui correspond à peu près au Type III du Comité Brabazon est soumise à dix constructeurs britanniques. Cinq répondent avec une proposition détaillée : Armstrong Whitworth, Blackburn, Avro, Handley Page et bien sur Bristol.
Bristol, faisant remarquer que le cahier des charges n'est pas très différent des spécifications du Lockheed Constellation, propose d'acquérir auprès de Lockheed une licence pour ce modèle et de le fabriquer à Filton dans une version modifiée avec un fuselage légèrement allongé et en remplaçant les moteurs américains Wright Cyclone par ses propres Bristol Centaurus. Le Centaurus, entré en service à la fin de la guerre, est un 18 cylindres en double étoile de 3 000 ch et figure parmi les plus puissants moteurs d'avions à pistons jamais produits. Le gouvernement de Londres met son véto à cette opération.
Bristol est occupé, pendant cette période, au développement du Bristol Brabazon : correspondant au Type I requis par le comité, cet avion octomoteur (huit centaurus montés par paires, à l'horizontale, dans les ailes), énorme et très sophistiqué pour son époque, vole en 1949. Il offre un confort extraordinaire et vise principalement les vols transatlantiques. Cependant, le projet, se révélant inadapté au marché, est finalement abandonné. D'autres avions remarquables sont en développement au Royaume-Uni : le Vickers Viscount, premier avion de ligne à turbopropulseurs du monde (premier vol en 1948) et le De Havilland Comet, premier jet de ligne, qui vole en 1949. 
Entre-temps, faute d'avions long-courriers britanniques disponibles immédiatement, le gouvernement britannique se résout à autoriser la BOAC à acheter des modèles américains. Il s'agit d'abord de cinq Lockheed Constellation pour les trajets sur l'Atlantique dont la commande est notifiée à Lockheed en janvier 1946. S'y ajoutent ensuite des Douglas DC-4, produits sous licence au Canada sous le nom Canadair Argonaut et des Boeing 377 Stratocruiser. C'est une décision impopulaire dans le pays, vécue comme un camouflet pour l'industrie nationale,.

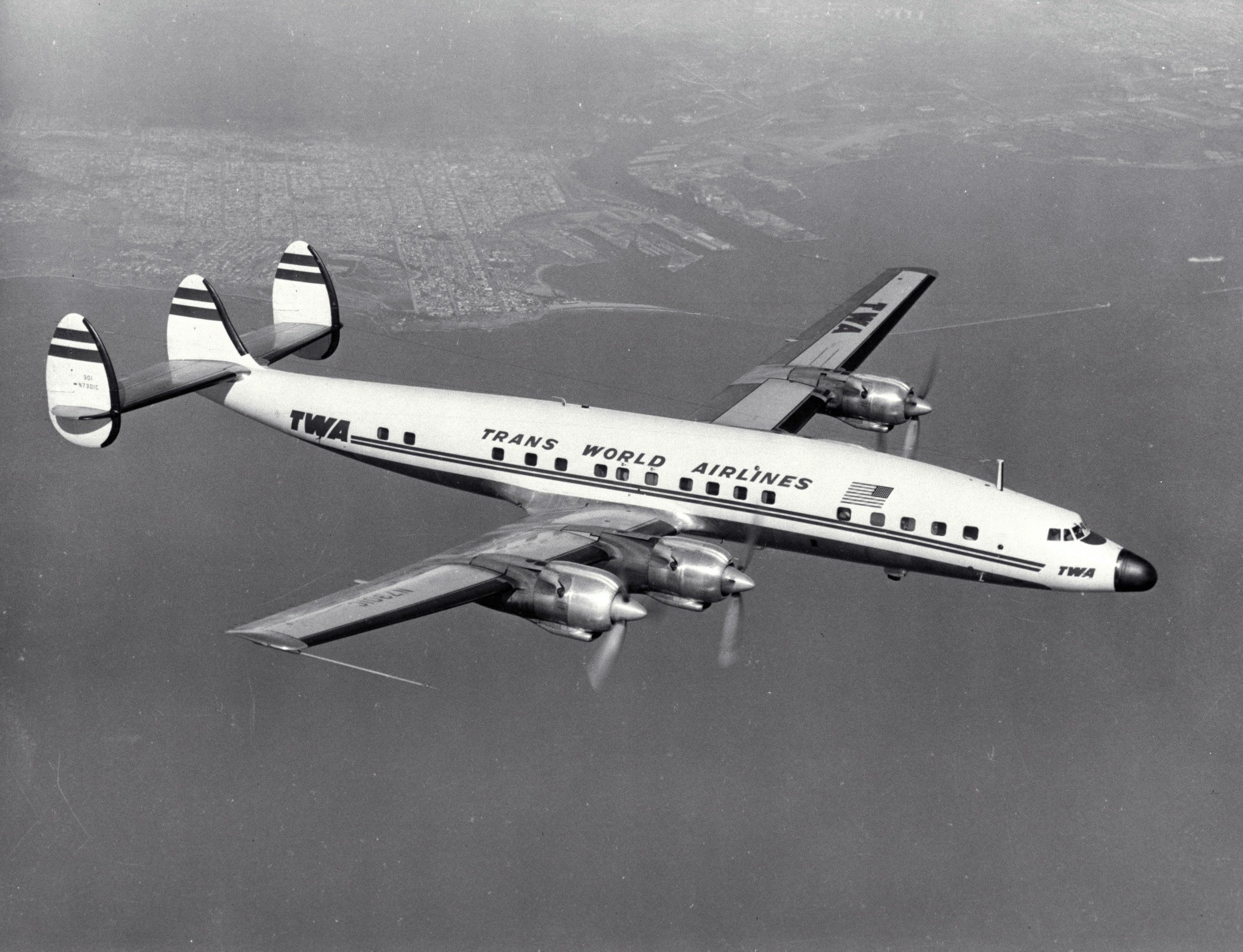
Lockheed Constellation.
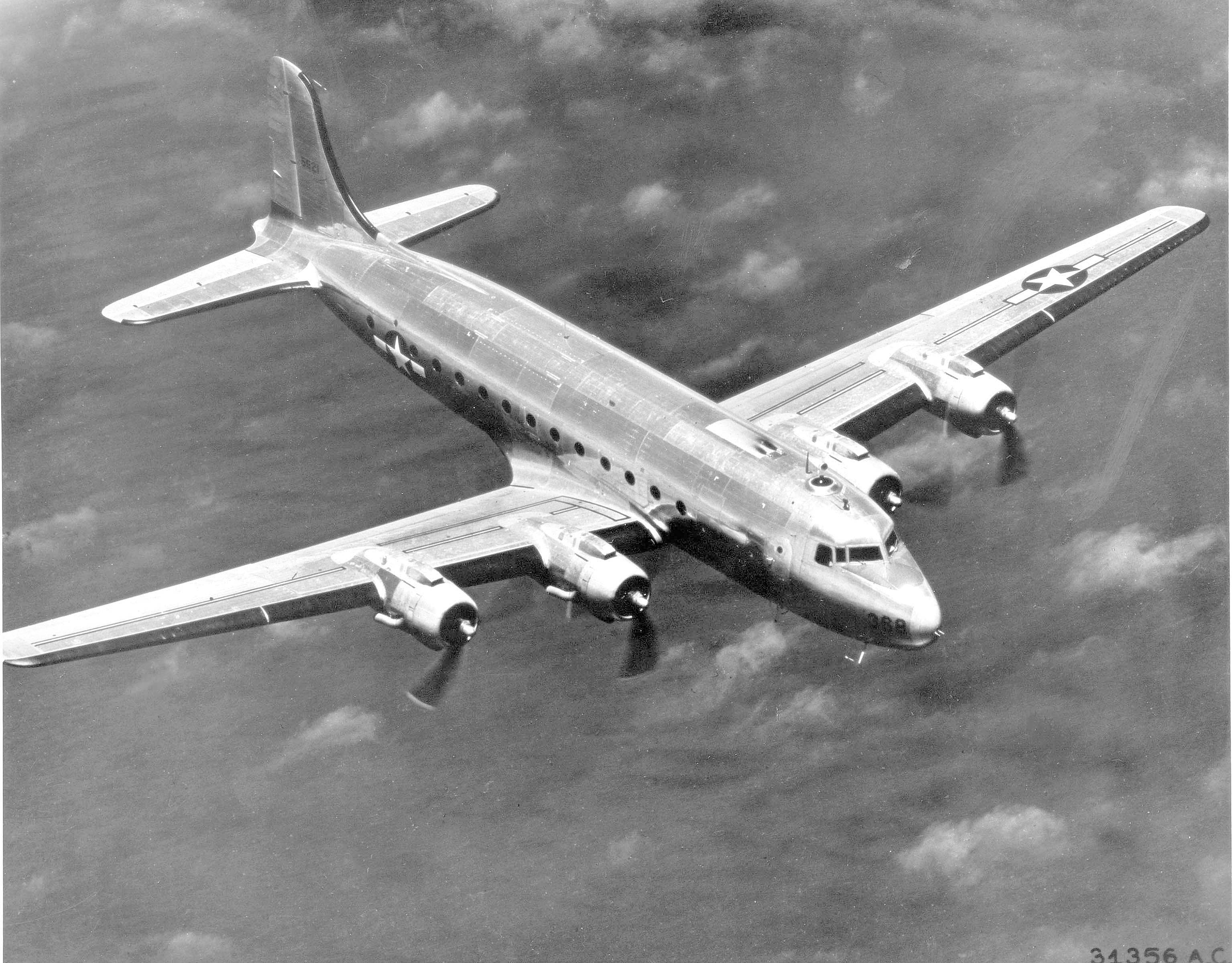
Douglas DC-4, ici aux couleurs militaires américaines.
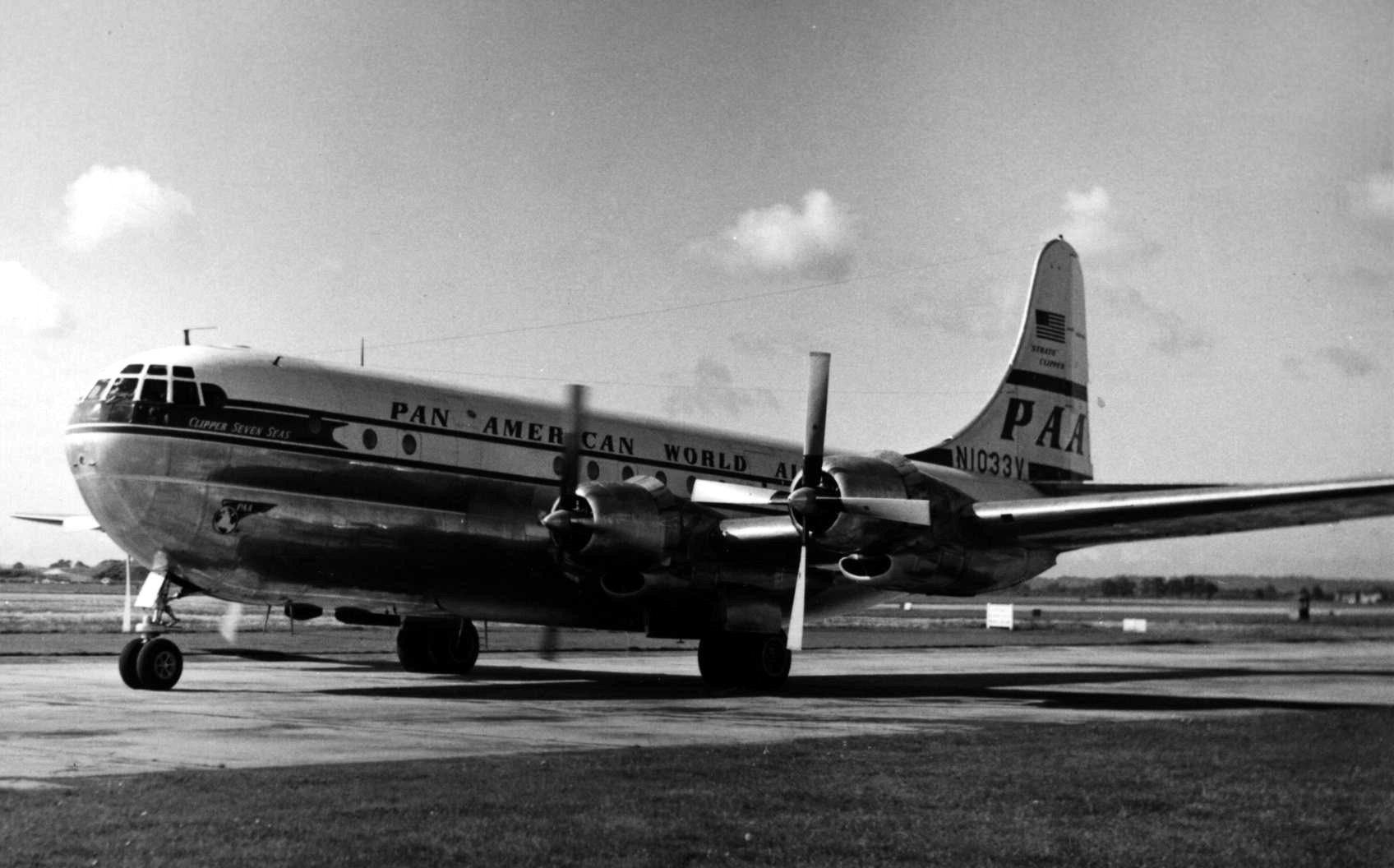
Boeing 377 Stratocruiser.
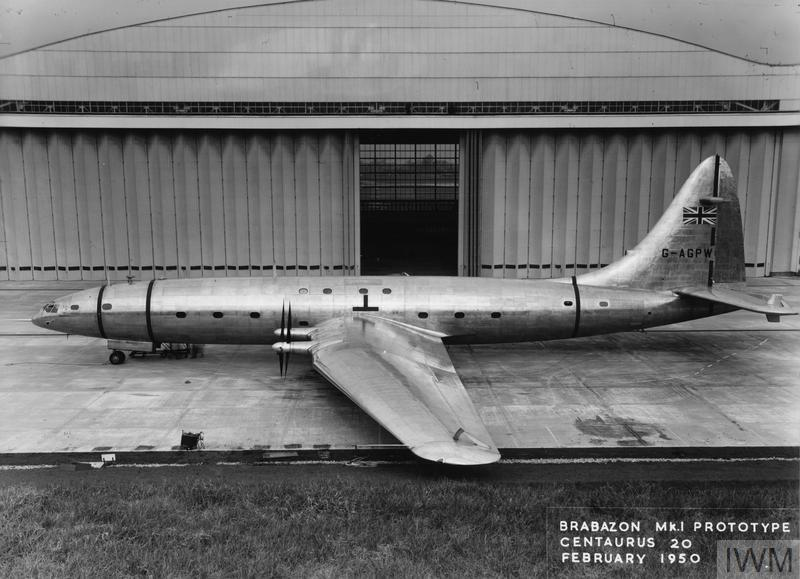
Bristol Brabazon.

### Lancement du projet
La réponse de Bristol à la spécification « Medium range, Empire » de la BOAC est soumise en avril 1947 sous le nom « Model 175 ». Il est proposé de réaliser l'avion avec quatre Bristol Centaurus dans un premier temps puis d'utiliser le turbopropulseur Bristol Proteus par la suite. Une troisième option est, un temps, envisagée : le Napier Nomad. Ce moteur complexe intègre un moteur à deux temps diesel dans un ensemble compresseur-turbine. Il s'agit d'un turbocompound, dont la turbine fournit de la puissance à l'arbre principal (alors que dans un moteur à turbocompresseur, elle ne fait qu'actionner le compresseur). Cette option est vite abandonnée. La commande pour le développement des prototypes est officialisée en 1948 par le ministère des Approvisionnements et en juillet 1949, BOAC commande 25 exemplaires de série. Les six premiers doivent être équipés du Centaurus, les suivants, du Proteus. 

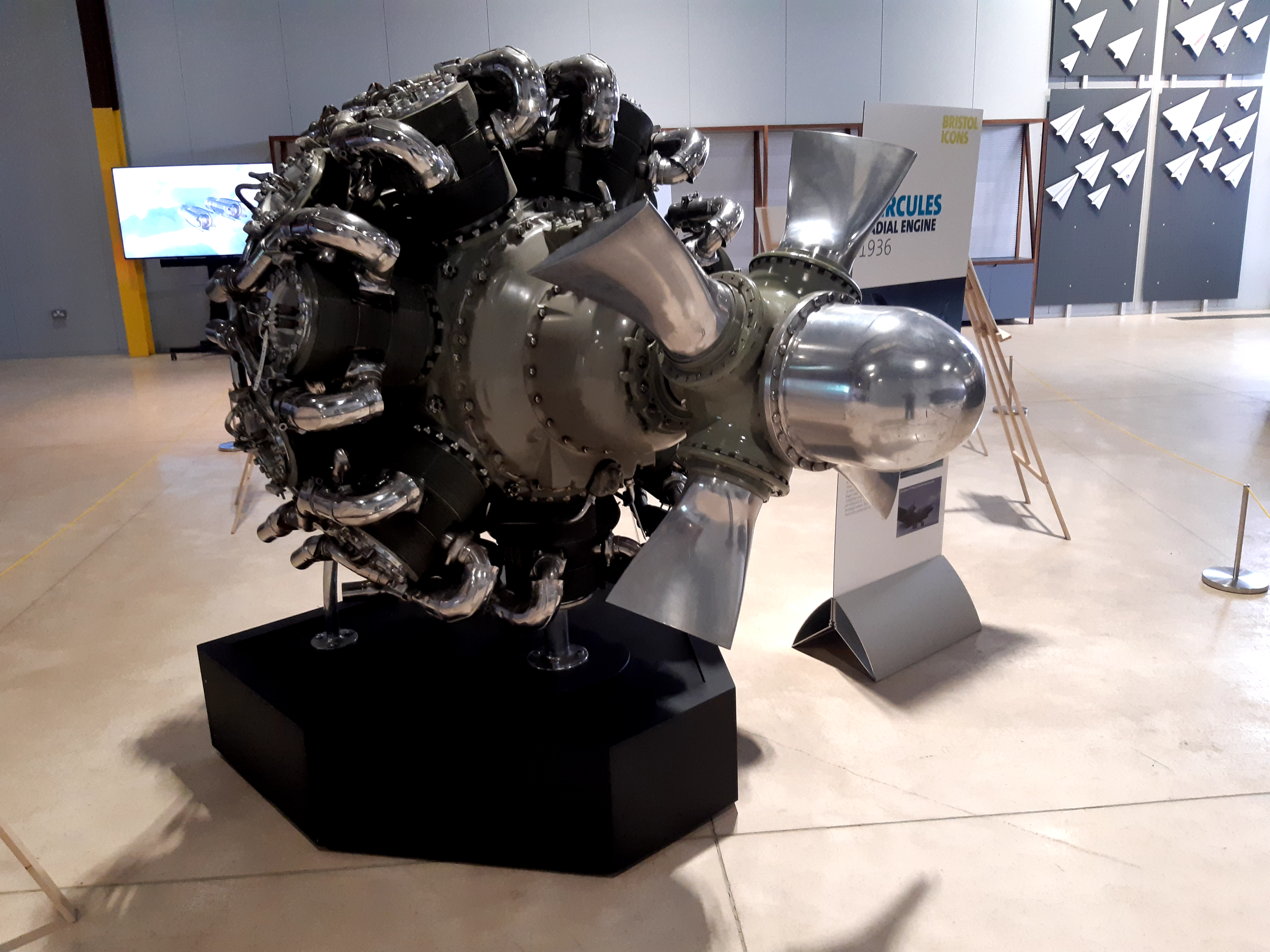
Le moteur en étoile Bristol Centaurus
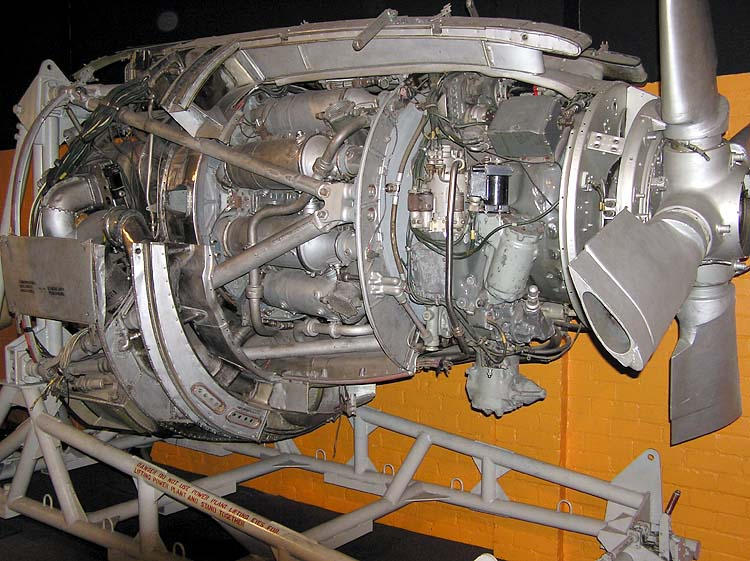
Le turboprop Bristol Proteus
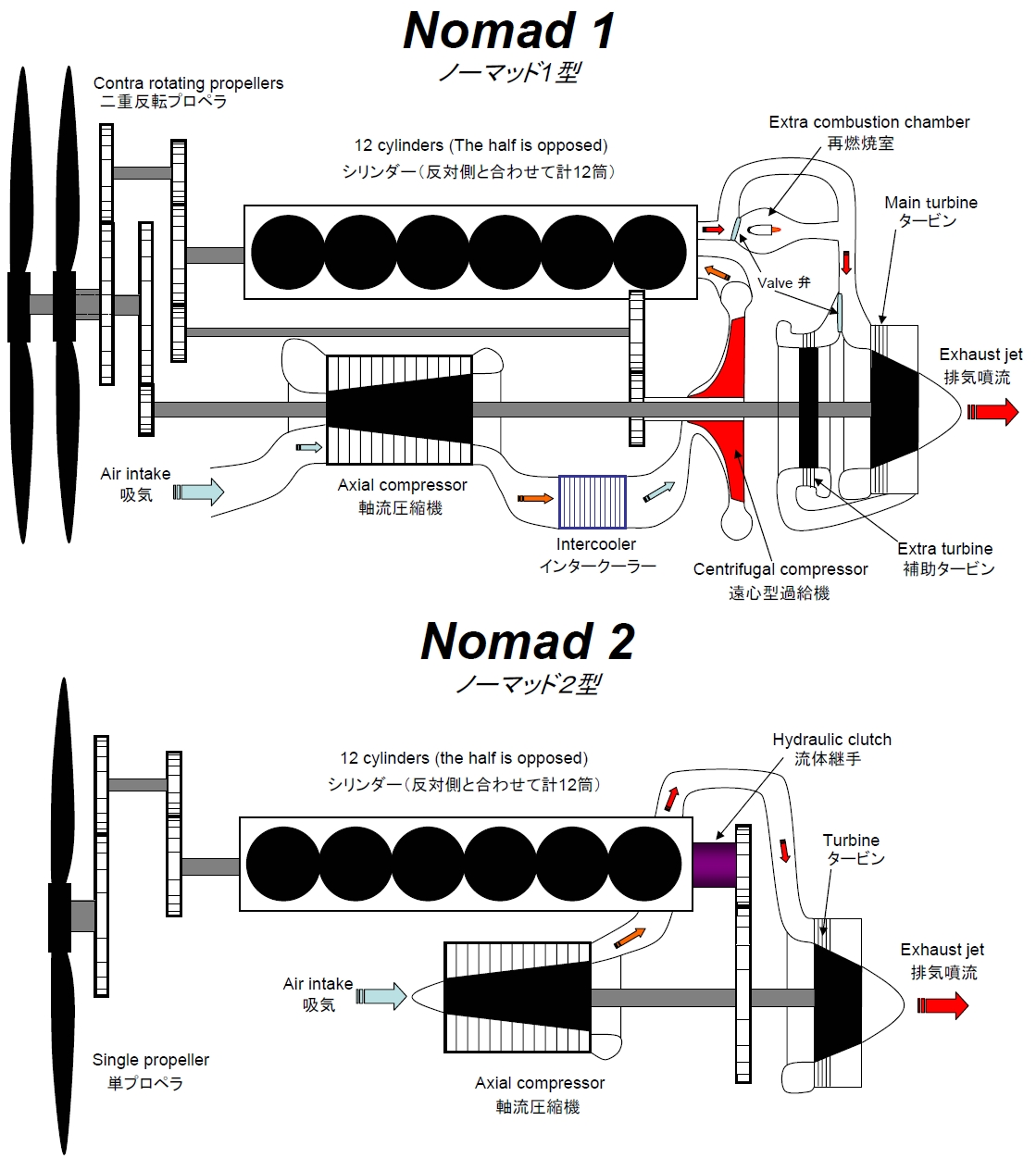
Le concept du Napier Nomad

### Développement
Pendant le développement, l'autonomie et la masse maximale de l'avion sont quelque peu accrus : il doit maintenant avoir une capacité transatlantique. La première version du Proteus commence ses essais au banc en 1947 et la version destinée au Britannia en 1950. Ceux-ci se passent bien et le développement du Proteus est dans les temps, pendant que celui de l'avion prend du retard. Par ailleurs, les essais en vol du Vickers Viscount font apparaître le turbopropulseur comme une technologie désormais mature. Il est alors décidé d'abandonner la version à moteurs Centaurus et de développer directement celle utilisant le Proteus. Le premier prototype prend son envol le 16 août 1952.
Les accidents survenus en 1953 et 1954 à plusieurs exemplaires du de Havilland Comet ont un impact sur le programme Britannia comme sur tous les autres avions de ligne en cours de développement à l'époque. En effet, les Comet se sont désintégrés en plein vol à cause de la fatigue survenue au fuselage lors des cycles de pressurisation. Le fuselage du Britannia est soumis à des tests en piscine similaires à ceux appliqués sur le Comet. Les choses se compliquent encore pour le programme lorsque le deuxième prototype est perdu le 4 février 1954. Un moteur a pris feu à la suite d'un blocage du réducteur et l'avion a dû faire un atterrissage en catastrophe ; personne n'est cependant blessé.

## Caractéristiques
Le Britannia est de construction semi-monocoque entièrement métallique (alliage d'aluminium), à aile basse, quadrimoteur, doté d'un empennage classique et d'un train tricycle. La taille du Britannia est impressionnante pour cette époque : il dépasse tous les avions long courrier à hélices comme le Douglas DC-7, le Super constellation ou même le Boeing 377 Stratocruiser, appareils qui régnaient sur le ciel des années 1950. Les turbopropulseurs sont étonnamment peu bruyants pour un public encore habitué aux moteurs à pistons, l'avion gagne ainsi le surnom Whispering Giant (géant qui murmure). 

### Voilure
Le Britannia est doté d'une aile droite, qui est restée inchangée entre les versions de l'appareil. Comme le fuselage, elle a une construction très légère pour l'époque grâce à l'expérience acquise par Bristol en construisant le Brabazon. Cette aile est construite autour de deux longerons. La surface alaire est de 192 m2 et l'envergure de 43,36 m soit un allongement de 4,4.
Les ailes contiennent, entre les longerons, les réservoirs de carburant d'une capacité de 30 mètres cubes. Les réservoirs sont de type « vessie », ils ne sont pas structurels. Les ailes sont dégivrées par de l'air prélevé sur les compresseurs de moteurs tandis que l'empennage a un dégivrage électrique. Dans les séries 200 et 300 des réservoirs supplémentaires sont aménagés dans l’extrémité des ailes, structurels ceux-là.

### Motorisation
La motorisation consiste en quatre turbopropulseurs de type Bristol Proteus actionnant chacun une hélice quadripale. Comme sur d'autres avions similaires de la même époque (Lockheed L-188 Electra par exemple), les turbines sont montées au-dessus des ailes : cette disposition permet d'accommoder le diamètre des hélices sans avoir besoin d'un train d'atterrissage trop haut. Le Proteus 705 équipant les premiers Britannia affiche un poids de 1 293 kg et une puissance de 3 320 CV portée à 3 780 CV en prenant en compte la poussée résiduelle du gaz expulsé de la turbine. Cette puissance a été accrue sur les versions suivantes. Sur la série 200 il s'agit d'un Proteus 765 offrant 500 chevaux de plus.

### Cockpit
Le Britannia est conçu pour un équipage de cockpit de quatre membres : pilote, copilote, navigateur et opérateur radio. En cas de besoin l'avion pouvait voler avec seulement un pilote et un copilote. Un cinquième siège est présent dans le cockpit pour transporter au besoin un membre d'équipage remplaçant ou en transfert.

### Train d’atterrissage
Conçu par la division britannique de Messier, le train est d'une conception tricycle assez classique. Le train avant possède deux roues, est orientable pour tourner l'avion au sol et se replie vers l'avant. Les deux jambes du train principal possèdent chacune quatre roues équipées de freins et se replient dans des compartiments situés dans le prolongement des nacelles moteur 2 et 3.

### Fuselage et cabine
Le diamètre du fuselage est de 3,7 mètres, presque égal à celui du Boeing 707. Contrairement à beaucoup d'avions de l'époque le Britannia est polyvalent dans son aménagement car le plancher est entièrement plat du poste de pilotage à l'arrière du fuselage et aucune cloison inamovible ne l'interrompt. Deux compartiments pour les bagages se trouvent sous le plancher, ils sont séparés par le caisson central de voilure. Ils sont pressurisés, ce qui permet d'y transporter des animaux de compagnie.
El Al, par exemple, aménage ses Britannia (série 300) pour 90 passagers dont 18 de première classe. Comme souvent sur les avions à hélices de cette époque le compartiment de première classe se trouve à l'arrière de l'avion, alors qu'il est à l'avant sur les jets. Mais la raison est en fait la même : il s'agit de la partie la plus silencieuse de la cabine. En classe touriste la cabine est aménagée avec six sièges par rangée avec un pas de 99 cm entre deux rangées de sièges.

### Systèmes de bord
Le système électrique de bord du Britannia était extrêmement compliqué et posait un certain nombre de problèmes de maintenance. En effet, il y avait 5 réseaux électriques différents : 208 V triphasé (courant produit par les quatre génératrices), 104 V AC, 65 V AC, 115 V AC 112 V DC et 28 V DC. Cette multiplicité conduisait à une prolifération de câbles à travers l'avion.

### Contrôles
Le fonctionnement des surfaces de pilotage est inhabituel : le pilote n'agit que sur les compensateurs, petites surfaces placées sur le bord de fuite des ailerons et de la gouverne, qui à leur tour, par leur effet aérodynamique, provoquent la rotation de ces derniers (montés sur ressorts). Par ailleurs, le contrôle des moteurs est entièrement électrique, chose inhabituelle à l'époque. Ces caractéristiques sont assez déroutantes pour les pilotes, qui disaient ironiquement qu'il s'agissait du seul avion dont le manche à balais n'était pas relié aux ailerons et dont la manette des gaz n'était pas reliée aux moteurs. 

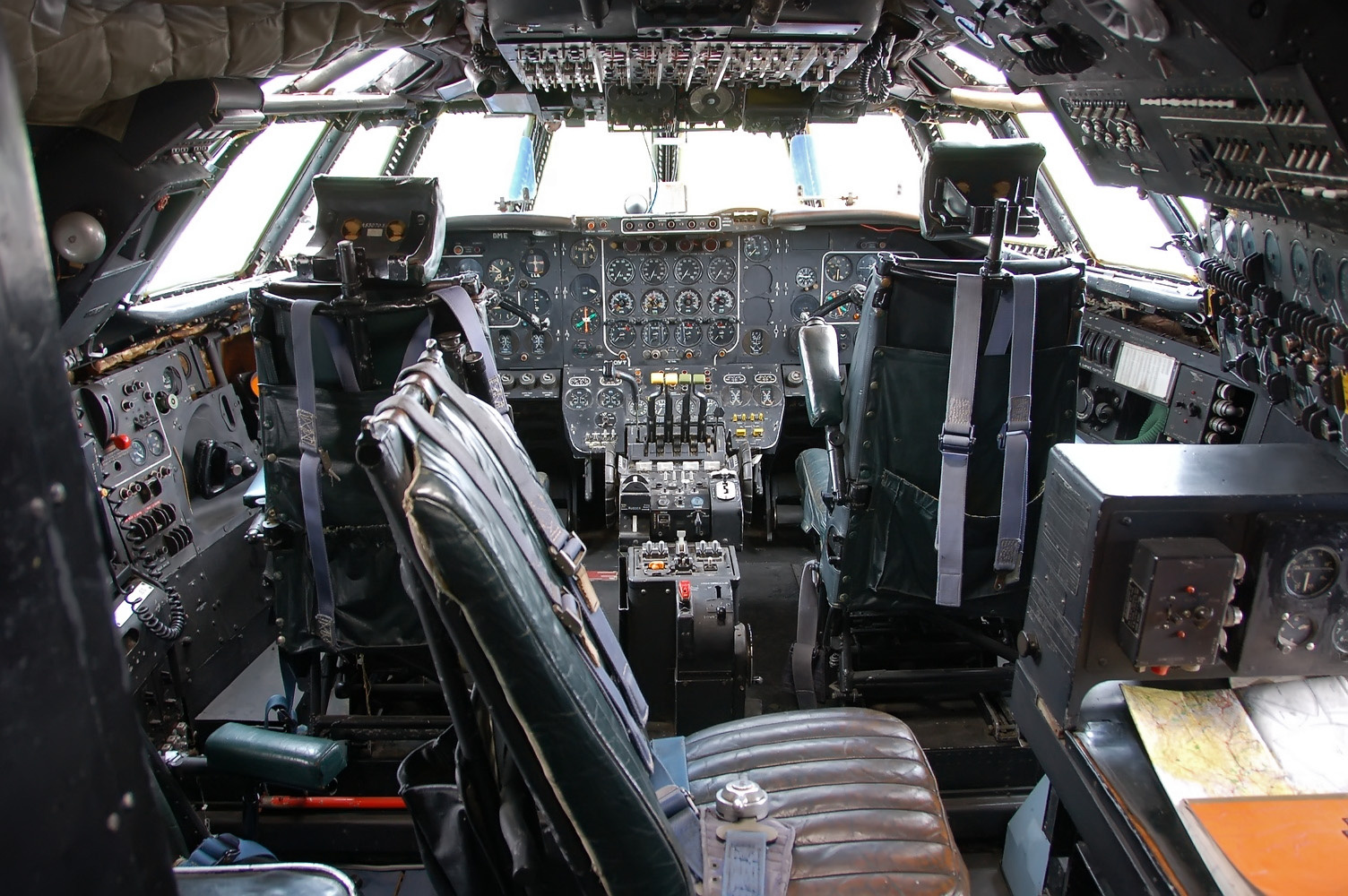
Cockpit.
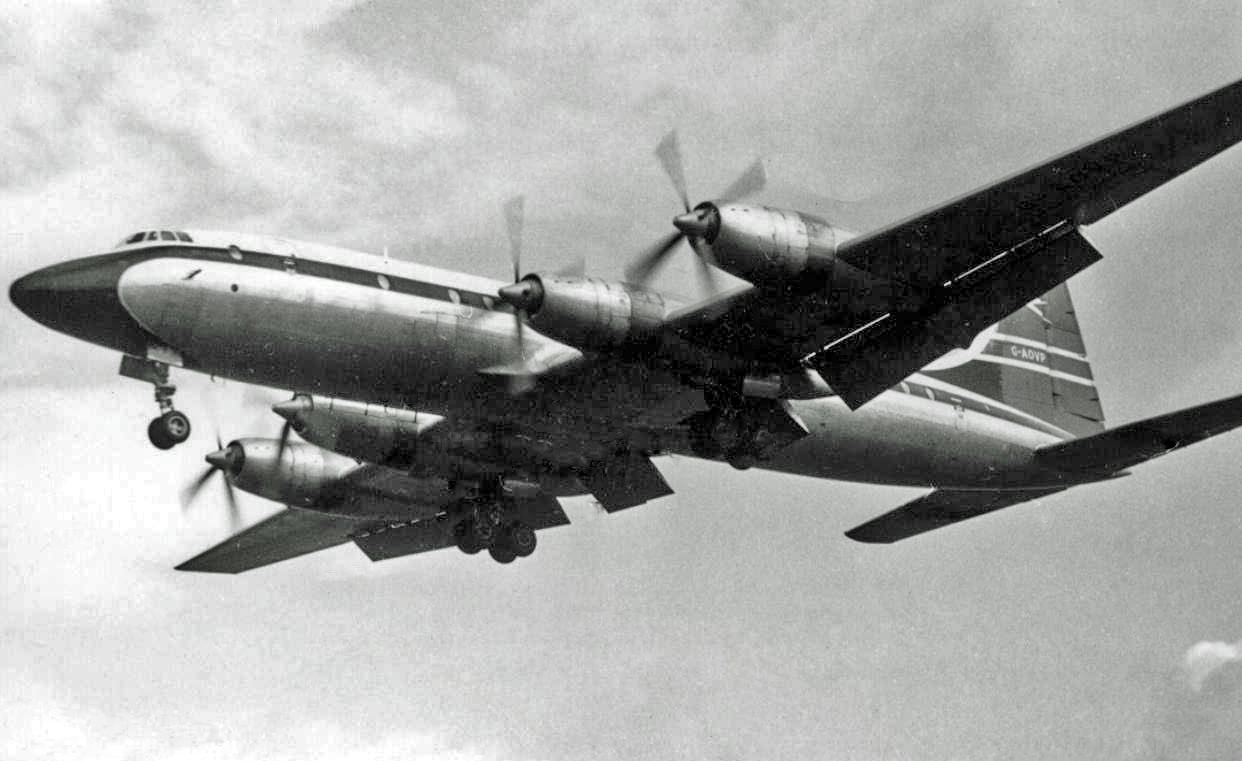
Avion à l'atterrissage.
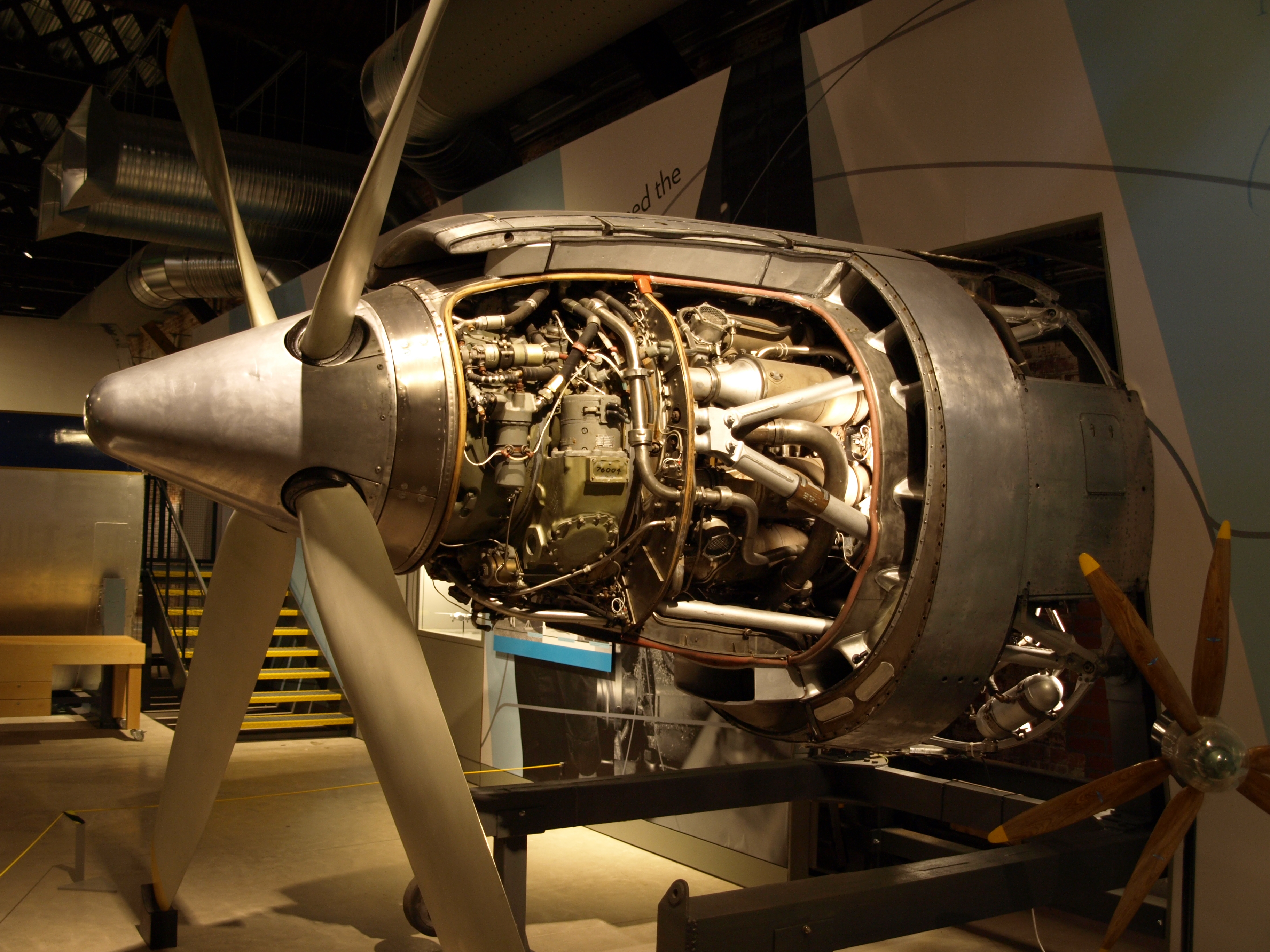
Bristol Proteus en exposition.

## Problèmes du Britannia

### Motorisation déjà obsolète
Les quatre moteurs sont des Bristol Proteus, des turbopropulseurs à turbine libre : cela signifie qu'il y a deux arbres actionnés par deux turbines, mais tous les étages de compression sont actionnés par la turbine haute pression, la turbine basse pression ne servant qu'à entraîner l'hélice par l'intermédiaire d'un réducteur. Cette configuration a certains avantages. En particulier, en cas de panne d'un moteur, l'hélice tourne de façon quasiment libre et génère ainsi très peu de traînée. Chaque moteur actionne une hélice à quatre pales. Le Proteus appartient à la toute première génération de turbopropulseurs : son développement a été lancé en 1944. Son rapport puissance/poids est modeste pour un turboprop et à peine supérieur à celui des meilleurs moteurs en étoile.
Le Proteus a été développé pour trois appareils différents. Le Bristol Brabazon II (la première génération du Brabazon ayant des moteurs en étoile) devait utiliser huit Proteus associés deux par deux pour actionner quatre paires d'hélices contrarotatives. Le Saunders-Roe SR.45 Princess, énorme hydravion à coque, devait recevoir un total de dix Proteus, huit associés par paires de la même façon que sur le Brabazon et deux montés séparément. Et enfin, le Britannia, avec un schéma plus classique de quatre moteurs actionnant chacun une hélice. Les contraintes créées par la position des moteurs sur le Brabazon et le SR.45 ont imposé une conception très particulière au Proteus : l'admission d'air se fait par l'arrière, les compresseurs fonctionnent en sens inverse de la grande majorité des turbines et le flux d'air est renvoyé vers l'arrière pour l'admission dans les brûleurs. Les projets Brabazon et Princess ont été abandonnés mais le Britannia a hérité de cette conception, inutile pour lui, qui compliquait énormément le moteur. Le Proteus a une maintenance complexe et nécessite une révision complète toutes les 2 000 heures de vol,.
Dans un second temps, Bristol comptait équiper son Britannia avec un moteur nettement plus performant et de conception plus habituelle (turbine liée, admission d'air à l'avant) le Bristol Orion. Néanmoins, un autre turbopropulseur de la même classe que l'Orion était en développement au Royaume-Uni : le Rolls-Royce Tyne qui a commencé ses essais en vol en 1956. En outre, avec l'apparition des premiers avions long-courriers à réaction, les perspectives commerciales pour les turbopropulseurs de grande puissance se réduisent nettement. Le gouvernement britannique comprend qu'il n'y a pas lieu de deux moteurs concurrents dans le pays et coupe tout financement au Orion, provoquant, en 1958, l'abandon du projet,.

### Problèmes de dégivrage
La conception particulière du moteur Proteus se traduit par une géométrie atypique de l'admission d'air. La nacelle présente une entrée d'air en anneau autour du moyeu de l'hélice. Le conduit d'air enveloppe le moteur puis effectue un virage à 180° vers l'avant, pour alimenter les compresseurs. La partie recourbée de l'admission d'air est le siège, dans certaines conditions atmosphériques, de l'accumulation de glace. Lorsque la quantité de glace devient trop importante, des blocs se détachent et provoquent un calage du compresseur, donc un arrêt du moteur. De façon surprenante, ce problème n'est pas révélé lors des essais du Britannia en climat froid (menés au Canada) mais se pose dans des vols vers l'Inde. En effet, ce type d'accumulation de glace est lié à un type particulier de nuages, surtout présents en climat tropical,.
La première panne due à ce problème survient lors d'un vol vers Bombay en 1955, mais est attribuée à une autre cause. Au printemps 1956 plusieurs Britannia volant vers l'Inde et l'Asie du Sud-est souffrent d'extinction de moteurs en vol sans provoquer de grave accident. Finalement, une fois le problème correctement diagnostiqué, la parade est de renvoyer vers un point précis du conduit d'admission d'air une petite quantité d'air chaud prélevé sur le compresseur, cela forme une couche d'air chaud le long de la paroi du conduit et empêche l’accumulation de glace.

## Carrière commerciale
Le Britannia entre en service trop tard, victime de grands retards et d'hésitations conceptuelles et techniques. Mis en ligne quelques années plus tôt il aurait constitué un saut en matière de performances par rapport aux long-courriers à moteurs à pistons et aurait probablement été un succès commercial. Disponible seulement à partir de 1957, date à laquelle le carnet de commandes du Boeing 707 à réaction est déjà ouvert, le Britannia n'apparait déjà plus comme un avion très innovant et suffisamment compétitif pour du long-courrier. Ainsi, en 1957, les Britannia commencent à être utilisés sur la ligne Londres-New York. Ils effectuent ce vol en douze heures, durée qui pouvait passer sous les dix heures avec une météo favorable. C'est un progrès de plus d'une heure par rapport aux avions à moteurs à pistons, mais dès 1958 la Pan Am utilise sur cette ligne des Boeing 707 qui font la traversée en à peine plus de six heures. De plus les problèmes de dégivrage font aussi perdre l'intérêt de clients potentiels.
Howard Hughes, alors président de la TWA, qui avait pris les commandes d'un prototype avait prévu d'en acheter 30 exemplaires mais, agacé par les retards du développement, il se désengage du projet. De même, Qantas avait envisagé d'acheter des Britannia mais a abandonné ce projet une fois qu'une version long-courrier du Boeing 707 a été disponible.
Sa carrière commerciale est ainsi rapidement un échec avec seulement 85 exemplaires vendus en trois ans auxquels il faut ajouter 39 appareils produits sous licence au Canada sous la désignation Canadair CL-44. Le Britannia fait ainsi partie de la série d'appareils britanniques qui ont connu des échecs commerciaux dans les années 50 et 60 conduisant au déclassement du pays comme puissance de l'industrie aéronautique avec le Bristol Brabazon, le Vickers Vanguard, le Vickers VC10, Saunders-Roe SR.45 et le programme franco-britannique Concorde.
Seuls 62 avions ont finalement été livrés à des clients civils, la plupart pour des compagnies britanniques ou de pays du commonwealth,, il s'agit de : 
- British Overseas Airways Corporation (15 Britannia 102 et 18 Britannia 312) ;
- Air Charter (2) ;
- Hunting-Clan Air Transport (2) ;
- Canadian Pacific Airlines (6) ;
- Ghana Airways (2) ;
- El Al, la compagnie israélienne (4) ;
- Transcontinental, une compagnie argentine (2) ;
- Cubana de Aviación (4) ;
- Aeronaves de Mexico (2).

La BOAC est le principal utilisateur de l'avion, son client originel, et le premier à l'avoir utilisé en service opérationnel dans une flotte civile. Le premier vol commercial d'un Britannia est effectué le 1er février 1957 de Londres à destination de Johannesbourg. La grande autonomie de l'avion permet, pour la première fois, de relier Londres à Vancouver sans escale. Le Bristol Britannia reste l'un des deux seuls avions à turbopropulseurs ayant assuré une ligne transatlantique, l'autre étant le Tupolev Tu-114. 
L'avion, rapidement rendu obsolète par les appareils long-courriers à réaction des années 1950 et des décennies suivantes voit sa carrière rapidement écourtée sur les lignes régulières. La BOAC ne l'utilise ainsi que sept ans, jusqu'en 1965. Beaucoup de Britannia ont été convertis en avion-cargo et exploités dans ce rôle par de petites compagnies. C'est d'ailleurs le cas beaucoup d'avions de lignes turbopropulsés de cette époque, devenus obsolètes face aux jets pour les lignes de passagers mais encore attractifs comme avions-cargos du fait de leur plus faible coût d'exploitation : les Lockheed L-188 Electra, les Vickers Vanguard et dans une moindre mesure les Iliouchine Il-18 ont souvent fini leur carrière convertis de cette façon. Même convertis, peu de Britannia sont exploités au-delà de 1980,.

### BOAC

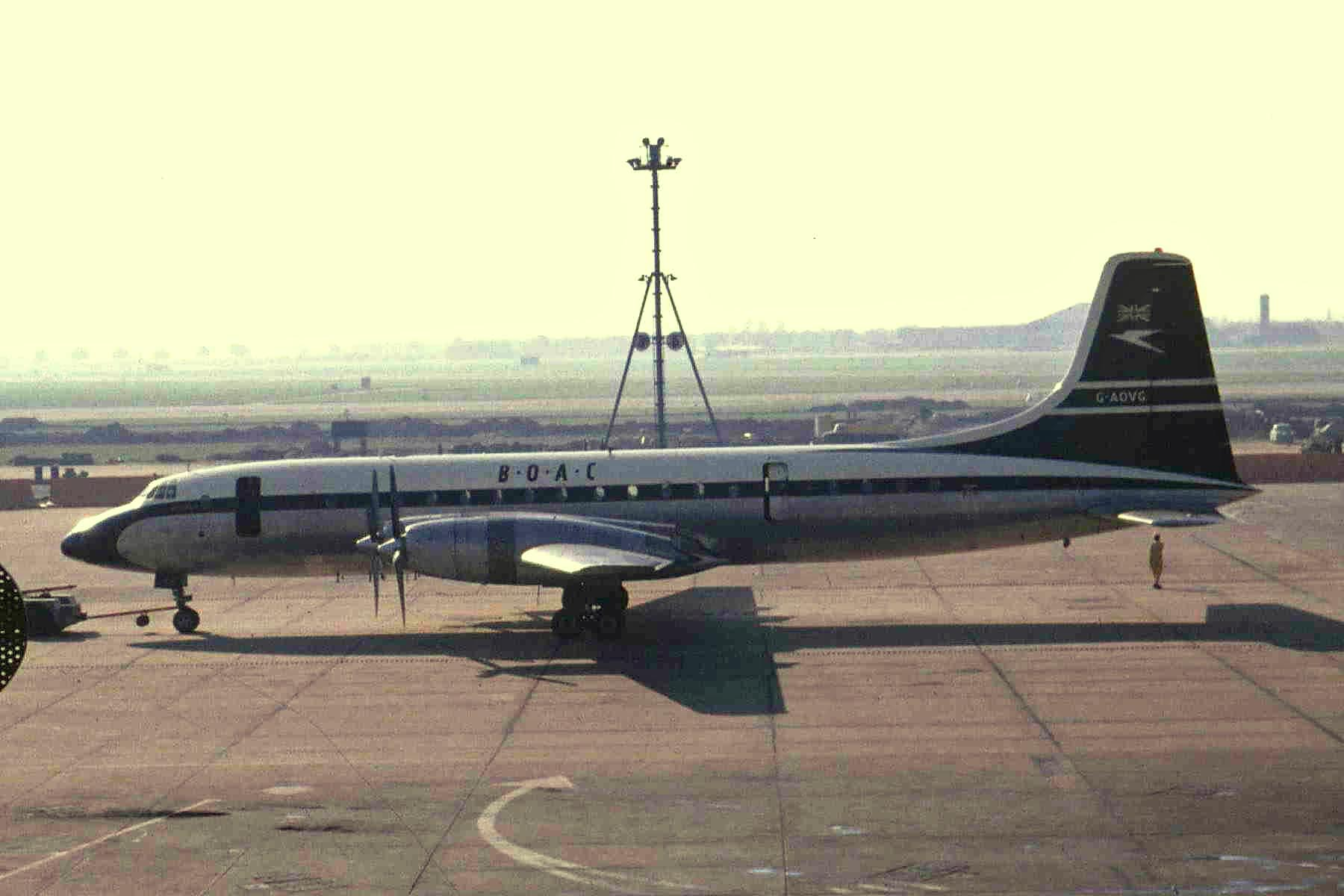
Britannia aux couleurs de la BOAC.

La BOAC, ancêtre de l'actuelle British Airways, est de loin le principal client du Britannia, ayant pris au total livraison de 33 appareils neufs. Les deux premiers passent officiellement en sa possession le 30 décembre 1955. Au cours de l'année 1956 ont lieu des livraisons supplémentaires et les vols de familiarisation. Par ailleurs, deux Britannia de la BOAC, déjà opérationnels, sont mobilisés pendant la crise du canal de Suez pour transporter des troupes vers les bases britanniques à Chypre.
La première liaison régulière assurée par un Britannia (de type 102) est la ligne Londres-Johannesbourg à partir du 1er février 1957. Au cours des mois suivants, ils sont déployés sur d'autres lignes notamment vers Darwin en Australie et Tokyo. En décembre les Britannia 312 entrent en service à leur tour sur les liaisons transatlantiques. Sur toutes celles-ci, les avions de Bristol remplacent principalement des Lockheed Constellation et des Douglas DC-4. Au cours des années 1958 et 1959, ils sont déployés sur des lignes supplémentaires, notamment en Amérique du Sud et en Afrique de l'Ouest. 
Les Britannia sont appréciés des équipages comme des passagers, représentant un gain de confort et de vitesse significatif par rapport aux avions à moteurs à pistons. Néanmoins, l'arrivée d'appareils moyen et long-courrier à réaction (Boeing 707, De Havilland Comet 4, Douglas DC-8) rend rapidement le Britannia obsolète ; dès 1961, la BOAC décide de le retirer du service passagers. La compagnie étudie un temps l'idée de les garder en son sein pour un rôle cargo, puis décide de les vendre. Des prospects sont étudiés en Chine et en Amérique latine. Finalement la plupart des Britannia de la BOAC sont revendus à d'autres compagnies britanniques. Les derniers vols BOAC de Britannia 102 ont lieu en 1962 ; des Britannia 312 sont exploités jusqu'en 1965.

### Canadian Pacific
Au sein de Canadian Pacific Airlines, les Britannia (achetés au nombre de six) sont utilisés à partir de janvier 1958 et jusqu'en 1967. Ils assurent, au départ de l'aéroport international de Vancouver, hub de la compagnie, des lignes long-courriers :   
- Vancouver-Amsterdam, avec un arrêt de ravitaillement sur l'Île de Baffin ;
- Vancouver-Winnipeg-Toronto-Montréal ;
- Vancouver-Lisbonne-Rome ;
- Vancouver-Tokyo-Hong Kong ;
- Vancouver-Honolulu-Nadi-Auckland-Sydney.

En plus de ces lignes régulières, les Britannia assurent aussi des charters. Les derniers vols de Britannia pour le Canadian Pacific ont lieu en 1967, des Douglas DC-8 leur succèdent.

### British United Airways
Hunting-Clan Air Transport et Air Charter, qui avaient chacun fait l'acquisition de deux Britannia, fusionnent en 1960, donnant naissance à British United Airways. La nouvelle compagnie utilise ces quatre appareils, rejoints ensuite par deux autres loués puis rachetés à la BOAC, pour des vols charters affrétés par les militaires pour la relève des troupes dans les bases britanniques (en Allemagne de l'Ouest, à Malte, à Chypre, etc.), pour des lignes régulières entre Gatwick et des destinations africaines et pour des vols charters de touristes. Après l'arrivée dans sa flotte de Vickers VC10, BUA convertit ses Britannia en avions-cargos et continue à les utiliser jusqu'en 1969.

### Cubana
Cubana a commandé quatre Britannia en 1957 et 1958, pour remplacer ses vieux Super Constellation. Ces avions sont entrés en service sur les lignes reliant La Havane à des villes comme Mexico, New York et Miami juste avant la révolution cubaine. Les conséquences économiques de celle-ci obligent Cubana à vendre l'un des appareils mais les autres restent en service. À partir de 1973 Cubana reçoit des avions long-courriers de fabrication soviétique (Iliouchine Il-62) mais les Britannia sont encore utilisés jusqu'en 1977. Ils servent d'ailleurs à acheminer des troupes cubaines en Angola pendant la guerre civile angolaise. 

### El Al

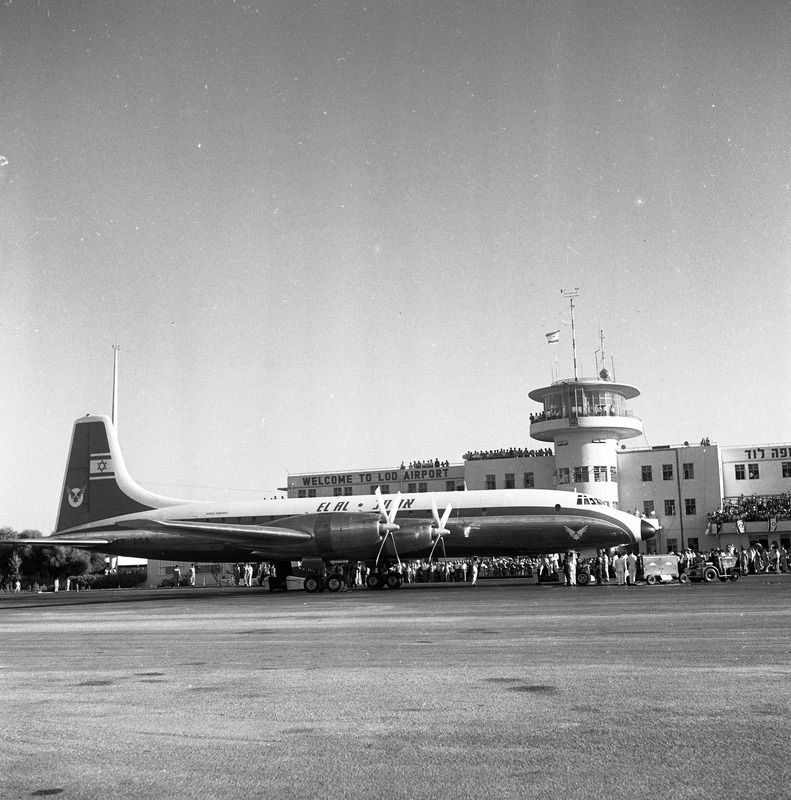
Britannia de El Al à Aéroport international de Tel Aviv-David Ben Gourion.

El Al a commencé à utiliser ses Britannia fin 1958, ils reliaient Israël à l'Amérique du Nord via des escales dans les capitales européennes. En plus des vols réguliers, ils ont aussi, pour le compte du gouvernement israélien, participé à des opérations visant à transporter des juifs venant de Turquie et de Chypre vers Israël. C'est aussi à bord d'un Britannia d'El Al que Adolf Eichmann est transporté vers Israël après sa capture en Argentine par le Mossad. Ces avions qui ont contribué à faire de El Al une compagnie d'envergure internationale sont revendus à partir de 1964.

### British Eagle
Sans avoir acheté d'exemplaires neufs, la British Eagle International Airlines a été un des plus importants utilisateurs de Bristol Britannia : elle a racheté une vingtaine de Britannia 300 venant de la BOAC, de la Canadian Pacific et de Transcontinental. Bien que relativement éphémère (créée en 1948 et disparue en 1968), la British Eagle a été la première compagnie aérienne privée à concurrencer sérieusement BOAC et BEA. Elle a largement utilisé ses Britannia sur des lignes régulières et sur des charters pour le compte de tour-operators et ce jusqu'à la faillite de la compagnie.

### Petits opérateurs
En plus des compagnies qui ont fait l'acquisition de Britannia neufs, près de cinquante autres compagnies ont utilisé des avions de ce type achetés d'occasion ou loués. Parmi celles-ci se trouvent beaucoup de petites compagnies britanniques spécialistes de vols charter comme Monarch Airlines, Caledonian Airways, Britannia Airways ou Donaldson International Airways. Une partie des appareils sont reconvertis en cargos au fil des années ; ils sont rejoints par les Britannia de la RAF mis en vente à la fin des années 1970 et circulant quelque temps sur le marché civil. Young Cargo en Belgique, Aer Turas, spécialiste irlandais du transport de bétail, ou Redcoat Air Cargo au Royaume-Uni sont parmi les compagnies cargo qui en ont fait usage. Les Britannia trouvent aussi des utilisateurs sur le continent africain et aux Antilles. Les derniers utilisateurs civils à Cuba et au Zaïre ont utilisé des avions de ce type jusqu'au début des années 1990. L'un de ces appareils est revenu au Royaume-Uni en 1997 après des années d'abandon à Kinshasa : c'était le dernier Britannia en état de vol.

## Service au sein de la Royal Air Force

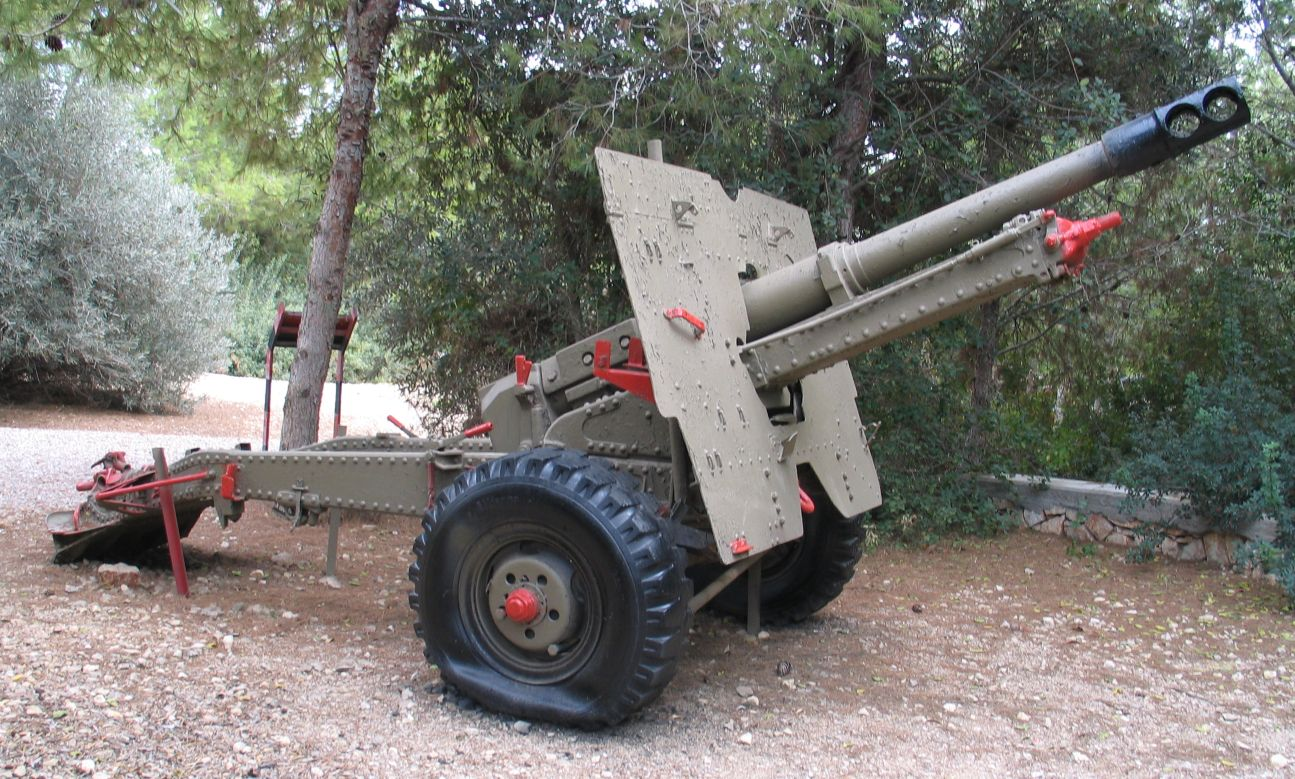
Un Britannia peut transporter deux Ordnance QF 25 pounder.

La décision de commander des Britannia pour le Transport Command, c'est-à-dire les opérations logistiques de la RAF, a été prise en novembre 1955. La commande est augmentée jusqu'à 20 unités. Ces avions sont versés aux escadrons de transport 99 (en) et 511 (en) basés respectivement à Brize Norton et Lyneham. Les Britannia sont les premiers avions à turbopropulseurs utilisés par le Transport Command, ils sont utilisables pour le transport de troupes et de matériels.
Les Britannia de la RAF ont assuré des missions de transports pour de nombreuses opérations militaires et humanitaires. On peut citer, par ordre chronologique les exemples suivants : 
- en mars 1960 leurs premières sorties opérationnelles dans le cadre d'un vaste exercice en Afrique du nord ;
- transport de casques bleus vers le Congo nouvellement indépendant en juillet 1960 (crise congolaise) ;
- acheminement d'aide humanitaire vers le Belize à la fin de 1961 à la suite d'un ouragan ;
- évacuation des troupes britanniques stationnées jusque là à Aden en 1967.

L'un des Britannia de la RAF (immatriculé XM496) a été chargé en 1972 d'une cargaison d'une valeur incommensurable : il a transporté une partie du trésor de Toutânkhamon dont le célèbre masque d'or pour une exposition au British Museum.
La carrière des Britannia de la RAF s'arrête en 1976. Les VC10 sont à ce moment devenus les principaux avions de transport stratégiques. Les appareils n'ayant pas épuisé leur potentiel d'heures de vol sont certifiés pour un usage civil et mis sur le marché de l'occasion. 
Le tout dernier vol d'un Britannia a lieu en octobre 1997 : il s'agit du vol de convoyage d'un ancien appareil de la RAF, celui jadis chargé du trésor de Toutânkhamon et utilisé dans le secteur privé entre-temps vers l'aéroport et musée de Cotswold où il est exposé depuis ayant retrouvé sa livrée militaire.

## Production

### Outil industriel
Deux usines assurent l'assemblage des Britannia : l'usine principal de Bristol à Filton et l'usine Short Brothers à Belfast. Le moteur Proteus est produit par la division motorisation de Bristol, devenue Bristol Siddeley à la suite de la fusion avec Armstrong Siddeley en 1958. L'usine où il est produit se trouvait à Patchway, dans le South Gloucestershire. Parmi les autres industriels impliqués dans le projet on peut citer Blackburn Aircraft qui produisait une partie des panneaux de fuselage, Dunlop pour les pneus et les freins du train d'atterrissage, British Messier pour la mécanique du train ou encore de Havilland pour les hélices.

### Liste des variantes produites par Bristol
Série 100 : 
- Britannia 100 : premier projet, non construit. 74 passagers, turboprops Proteus 705, longueur 35 mètres ;
- Britannia 101 : les deux premiers prototypes ;
- Britannia 102 : version de série pour la BOAC (15 exemplaires).

Série 250 : fuselage allongé de trois mètres, configuration mixte passagers-cargo :
- Britannia 252 : trois exemplaires pour la RAF ;
- Britannia 232 : vingt exemplaires pour la RAF surtout utilisés en transport de troupe. Revendus plus tard à des opérateurs civils.

Série 300 : même fuselage que les séries 200/250, mais passagers seulement (quelques-uns sont reconvertis plus tard en cargo) jusqu'à 139 places en aménagement touristes. Moteur Proteus 755 :
- Britannia 312 : 18 exemplaires pour la BOAC ;
- Britannia 301, 302, 307, 308, 309, 311, 317, 318, 319, 324 : un total de 29 exemplaires pour d'autres clients.

### Variantes non produites
Plusieurs versions du Britannia étaient prévues dans les projets de Bristol et ont été abandonnées.
Série 200 : Fuselage allongé de trois mètres (idem série 250), tout-cargo. Projet pour la BOAC, non construit. 
Versions qui devaient recevoir le moteur Orion et ont donc été abandonnées avec celui-ci, en 1958 : 
- Britannia 350 : version passagers avec moteurs Orion de 4 500 CV, autonomie de 4 500 km
- Britannia 400 : version dotée d'une version plus puissante du moteur Orion (6 000 CV) et d'un fuselage allongé.

Il existait aussi le projet d'une version cargo militaire à chargement par l'arrière, avec une rampe permettant le chargement de véhicules, à l'image d'avions comme le C-130.
En 1964, le gouvernement britannique a lancé un appel d'offres pour un avion de patrouille maritime destiné à remplacer le Avro Shackleton. Bristol formule une proposition sur base de Britannia similaire au CL-28 canadien. Finalement, le contrat est attribué à Hawker Siddeley, qui, sur la base du Comet 4, réalise le Nimrod.

### Versions canadiennes
À partir de 1952, Canadair travaille sur un avion de patrouille maritime et de lutte anti-sous-marine pour les besoins de l'aviation royale canadienne. En 1954, pour accélérer ses travaux, Canadair achète une licence auprès de Bristol, qui lui permet d'exploiter les plans du Britannia et de les modifier pour ses besoins. En résulte le Canadair CL-28 ou CP-107 Argus pour la désignation militaire, construit à 33 exemplaires et en service en 1958 à 1982. Du Britannia, il reprend la conception de la voilure, le train d'atterrissage, l'empennage et une grande partie de l'avionique et des systèmes de commandes, mais a un fuselage très différent, non pressurisé et doté de deux soutes à bombes permettant de larguer des torpilles ou des charges de profondeur. Il troque les turbopropulseurs contre des moteurs en étoile. Ce choix, qui peut paraître rétrograde à première vue, est justifié par la mission de l'avion. Les moteurs à pistons consomment moins que les turbopropulseurs, surtout dans le domaine des basses altitudes où l'Argus doit être capable de très longues missions.
Canadair produit ensuite, également à partir d'une demande militaire d'Ottawa, un autre dérivé du Britannia sous le nom Canadair CL-44 (ou CC-106 Yukon pour la désignation militaire). Cet avion est beaucoup plus proche du Britannia d'origine puisqu'il possède le même fuselage (quelque peu allongé cependant). Sur les 39 exemplaires produits, seuls 6 l'ont été en version passagers. La version cargo, réalisée à 12 exemplaires pour les militaires canadiens et 21 pour des clients civils, se caractérise par la possibilité d'ouvrir la queue de l'avion pour charger le cargo par l'arrière (une véritable innovation, jamais vue auparavant sur un avion de cette taille). Les moteurs Proteus sont remplacés par des Rolls-Royce Tyne plus puissants et plus fiables. Enfin, Canadair a aussi modifié la voilure pour installer des réservoirs structurels. La carrière militaire du modèle est assez courte (il n'est opérationnel dans la RCAF que de 1960 à 1971). En revanche, ces avions-cargos robustes, économes en carburant et au chargement très pratique circulent longtemps sur le marché de l'occasion. Le CL-44 est un très bon avion-cargo : dans les années 1960, il affiche, parmi tous les modèles disponibles sur le marché dans cette catégorie de taille, les plus faibles coûts de transport,,.

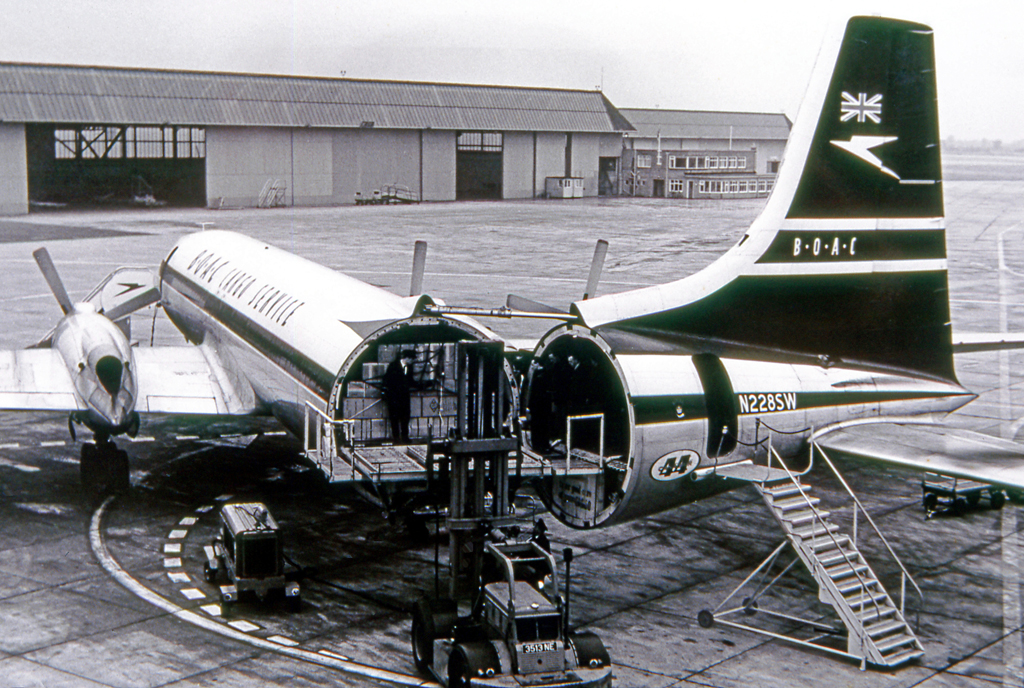
Canadair CL-44 : chargement par la queue
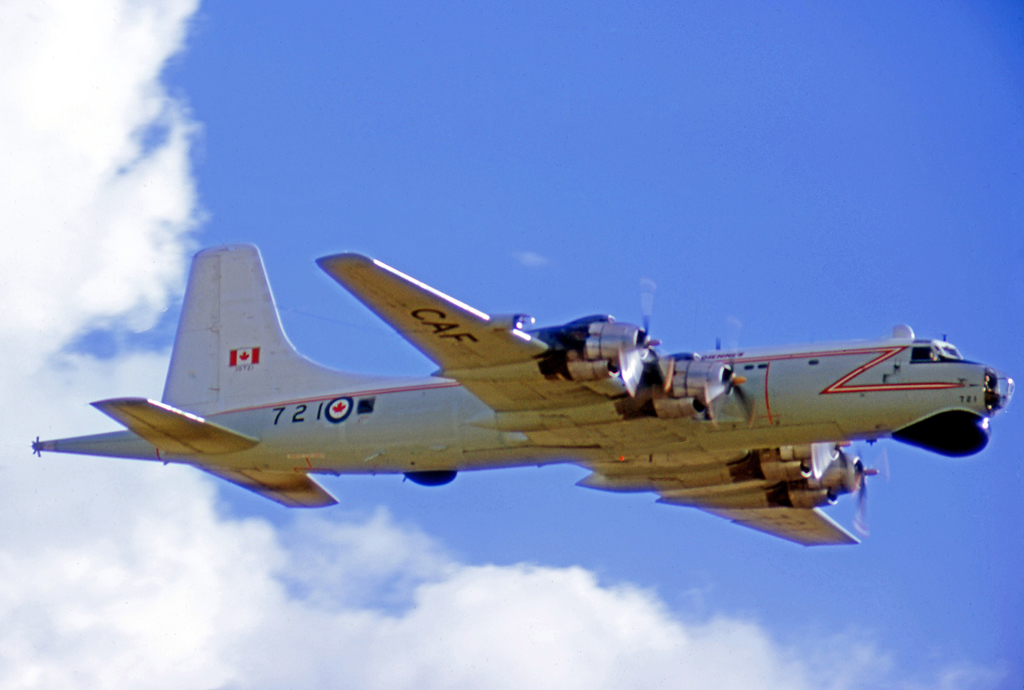
Canadair CL-28 Argus

### Autres dérivés
Le Conroy Skymonster est un exemplaire unique : c'est un CL-44 modifié par la société américaine Conroy avec un fuselage de type Guppy. Cette modification est réalisée dans un but précis : le transport de réacteurs Rolls-Royce RB.211 depuis l'usine de Belfast où ils sont produits, jusqu'à l'usine californienne où Lockheed assemble le L-1011 Tristar. Le Skymonster est capable de transporter trois RB.211,. 
La société Short Brothers, qui a assuré l'assemblage de 30 des Britannia dans son usine en Ulster, a ensuite produit le Short Belfast. Cet avion-cargo à aile haute et rampe arrière, un peu plus gros qu'un C-130, reprend lui aussi des éléments du Britannia, notamment la structure de la voilure, l'empennage et le train d'atterrissage. Comme le CL-44, il utilise des moteurs RR Tyne. Il n'a été construit qu'à dix exemplaires pour la RAF, les dérivés civils proposés n'ayant pas trouvé preneur. Les avions de la RAF, une fois retirés du service militaire, trouveront cependant des utilisateurs civils en seconde main.

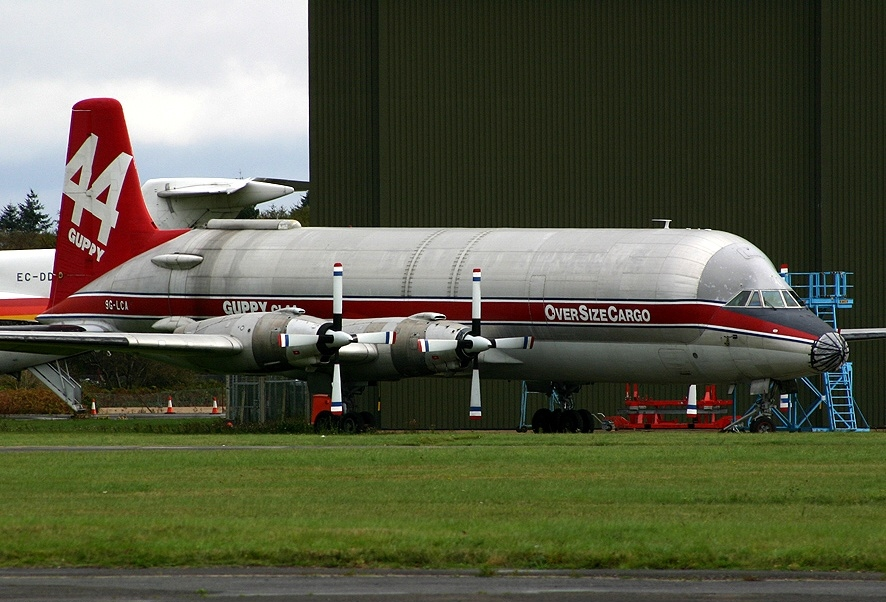
Conroy Skymonster
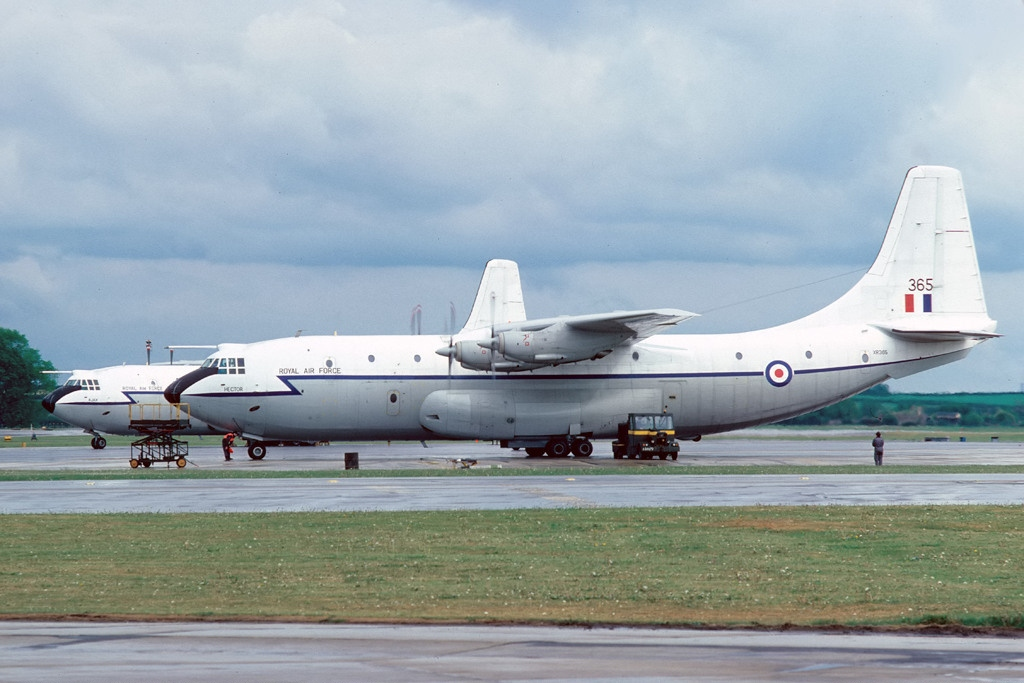
Short Belfast

## Accidents
Quatorze Britannia ont été perdus dans des accidents, en incluant la perte du prototype en 1954. Sept accidents ont causé des pertes humaines.
| Date               | Lieu                                        | Avion concerné                          | Service                                      | Notes |
| ------------------ | ------------------------------------------- | --------------------------------------- | -------------------------------------------- | --- |
| 4 février 1954     | Estuaire de la Severn                       | Britannia 101, G-ALRX                   | Vol d'essai                                  | Défaillance des moteurs. L'avion parvient à se poser sur le ventre (ne pouvant sortir son train d'atterrissage) sur l'estran. Pas de victime. |
| 6 novembre 1957    | Banlieue de Bristol                         | G-ANCA (Prototype)                      | Vol d'essai                                  | accident de Downend lors d'un vol d'essai, en phase d'atterrissage, tue les quinze personnes à bord. La cause du crash n'a jamais été établie exactement mais une défaillance du pilote automatique ou d'un instrument est probable. |
| 24 décembre 1958   | Près de Heathrow                            | Britannia 312, G-AOVD                   | Vol d'essai                                  | Lors d'un vol d'essai pour le renouvellement de sa certification un appareil de la BOAC percute le sol dans un brouillard dense. Il y a neuf morts sur les douze occupants. |
| 11 novembre 1960   | Aéroport international de Khartoum          | Britannia 102, G-ANBC                   | BOAC                                         | Panne hydraulique. L'avion fait demi tour et se pose sans avoir pu sortir le train avant. Pas de victime, mais avion irréparable. |
| 22 juillet 1962    | Aéroport international d'Honolulu           | Britannia 314, CF-CZB                   | Vol Canadian Pacific Air Lines 301           | Au décollage, perd le moteur no 1, qui prend feu. L'avion étant plus lourd que sa masse maximale à l'atterrissage, il doit se délester d'une partie de son carburant avant de venir atterrir. Le contrôle de l'avion est perdu lors de l'approche et l'aile gauche touche le sol avant le train d'atterrissage. Il y a treize survivants sur les quarante occupants. |
| 19 février 1964    | Innsbruck                                   | Britannia 312, G-AOVO                   | Vol British Eagle International Airlines 802 | s'écrase sur le flanc d'une montagne lors de l'approche de l'aéroport d'Innsbruck. Il s'agit d'une erreur humaine, l'aéroport n'était pas encore équipé pour l'approche aux instruments et était très difficile d'accès. |
| 9 juillet 1965     | Aéroport international de Tijuana           | Britannia 302, XA-MEC                   | Aeronaves de Mexico                          | Le train d'atterrissage ne peut pas se verrouiller. Atterrissage difficile, avion irréparable mais aucune victime. |
| 1er septembre 1966 | Ljubljana (Slovénie, alors Yougoslavie)     | Britannia 102, G-ANBB                   | Britannia airways, vol charter               | S'écrase lors de l'approche de l'aéroport de Ljubljana. L'accident ne laisse que douze survivants sur les 110 occupants de l'avion. La cause est une erreur de configuration de l'altimètre. |
| 20 avril 1967      | Lakatámia (Chypre)                          | Britannia 308F, G-ANCG                  | British Eagle, vol charter                   | S'écrase sur la ville en tentant une troisième approche de l'aéroport de Nicosie, dans des conditions météorologiques désastreuses. Il revenait de Bangkok, via l'Inde et avait déjà été dérouté du Caire vers Nicosie à cause de la météo. |
| 12 juillet 1970    | Aéroport international d'Ezeiza (Argentine) | Britannia 312F, LV-JNL                  | Aerotransportes Entre Rios                   | Sortie de piste à l'atterrisage. Avion perdu mais pas de victimes. |
| 30 septembre 1977  | Aéroport de Shannon                         | Britannia 253, EI-BBY                   | Interconair (transport de bétail)            | Avion endommagé à l'atterrissage, irréparable mais aucune victime. |
| 16 février 1980    | Près de Boston                              | Britannia 253 G-BRAC, converti en cargo | Redcoat Air Cargo                            | S'écrase dans une forêt quelques minutes après avoir décollé de Boston. L'avion a décollé couvert de glace et de neige et, avec le froid en altitude, le système de dégrivage n'a pas pu suivre. Une seule des huit personnes à bord survit. |

## Mémoire

### Exemplaires préservés
Trois exemplaires survivants sont exposés, tous au Royaume-Uni :
- G-AOVF : Britannia 312, ancien appareil de la BOAC, au musée de la RAF à Cosford[67] ;
- G-AOVT : Britannia 312F au Imperial War Museum Duxford[68] ;
- XM496 : Britannia C.1 à l'aérodrome de Cotswold [69].

G-ANCF, un britannia 305 ayant appartenu à Transcontinental, British Eagle et Monarch Airlines, est, en 2022, en cours de restauration à Liverpool.
À cela, il faut ajouter des avions incomplets ou endommagés : 
- G-AOVS : fuselage très détérioré, qui a été utilisé dans des exercice d'incendies, visible à l'Aéroport de Londres-Luton, le nom « Redcoat » est encore visible[71] ;
- G-ALRX : seul le nez est préservé. Il s'agit du second prototype, récupéré après son atterrissage forcé dans l'estuaire de la Severn. Il est exposé au musée Aerospace Bristol (en)[72].

### Cinéma, télévision et bande dessinée
Un Bristol Britannia est au centre de l'intrigue du film Bagarre au-dessus de l'Atlantique sorti en 1959, précurseur du genre du film catastrophe. Il apparait sur l'affiche du film. Presque toute l'action se déroule à bord de l'avion où une fuite de gaz toxique neutralise l'équipage. En bande dessinée, l'avion apparait dans Les Sarcophages du 6e continent, une aventure de Blake et Mortimer.
Dans plusieurs épisodes de la série télévisée Chapeau melon et bottes de cuir, figurent des Bristol Britannia. Une série télévisée éphémère produite par la BBC, Buccanneer (qui a connu une seule saison de 13 épisodes en 1979-1980), relate les aventures de l'équipage d'un avion-cargo appartenant à une compagnie imaginaire du nom de Redair et volant principalement entre le Royaume-Uni et l'Afrique : l'avion vedette de la série est un Britannia appartenant en réalité à la Redcoat air cargo ; sa destruction dans un crash en février 1980 a empêché le tournage d'une deuxième saison.